# Certo-Kamera-Werk

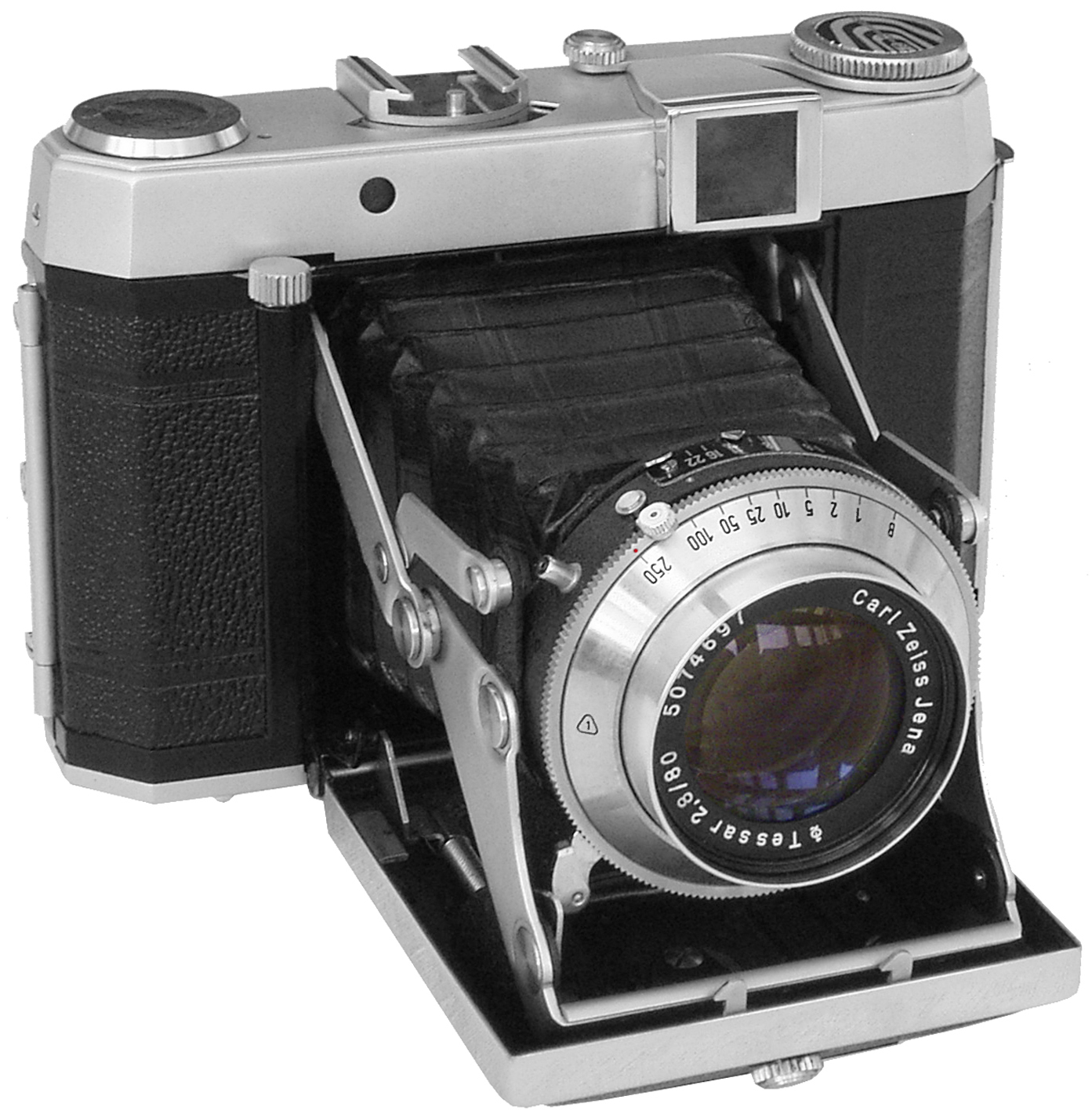
Certo 6

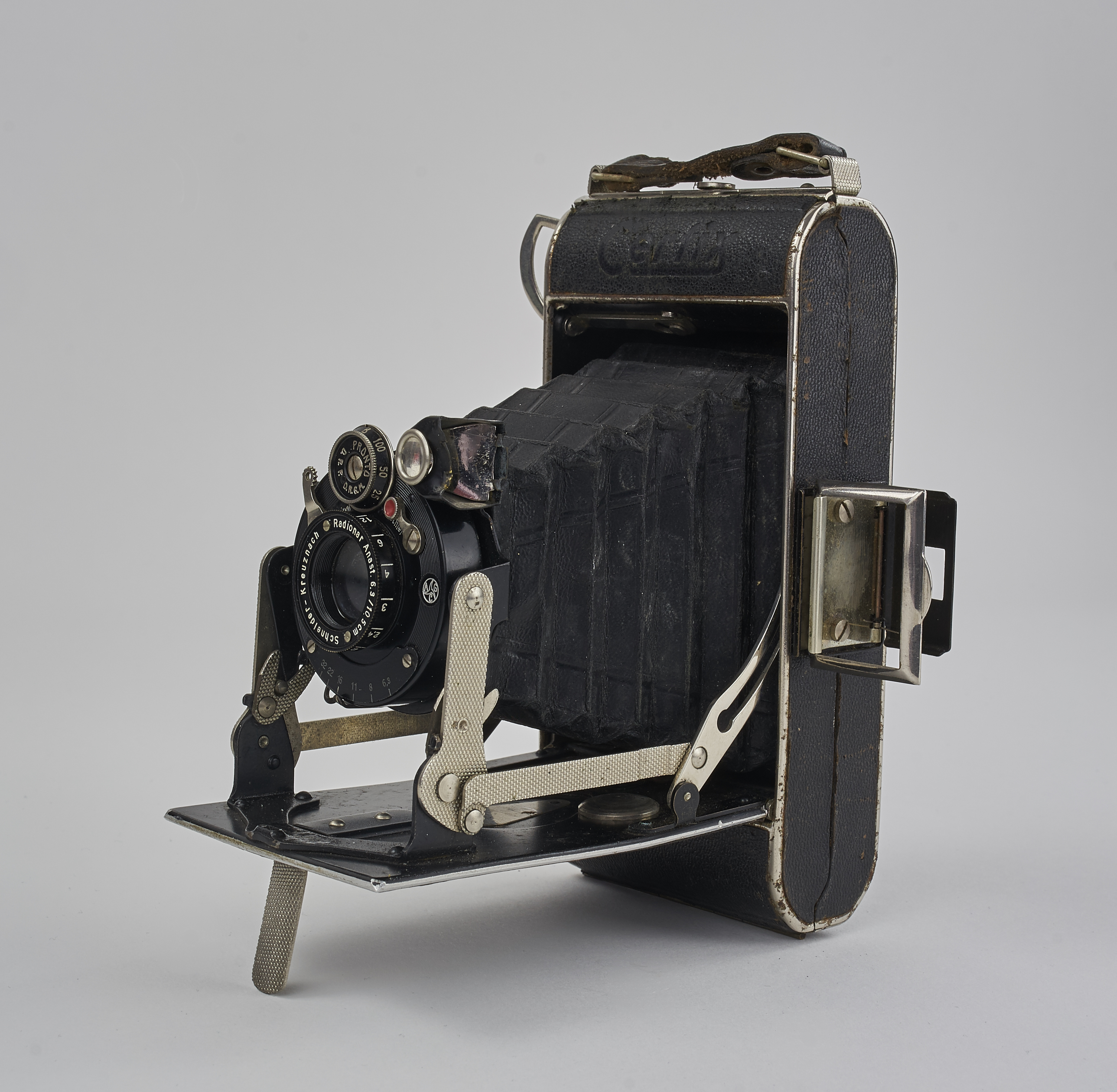
Certo Certix

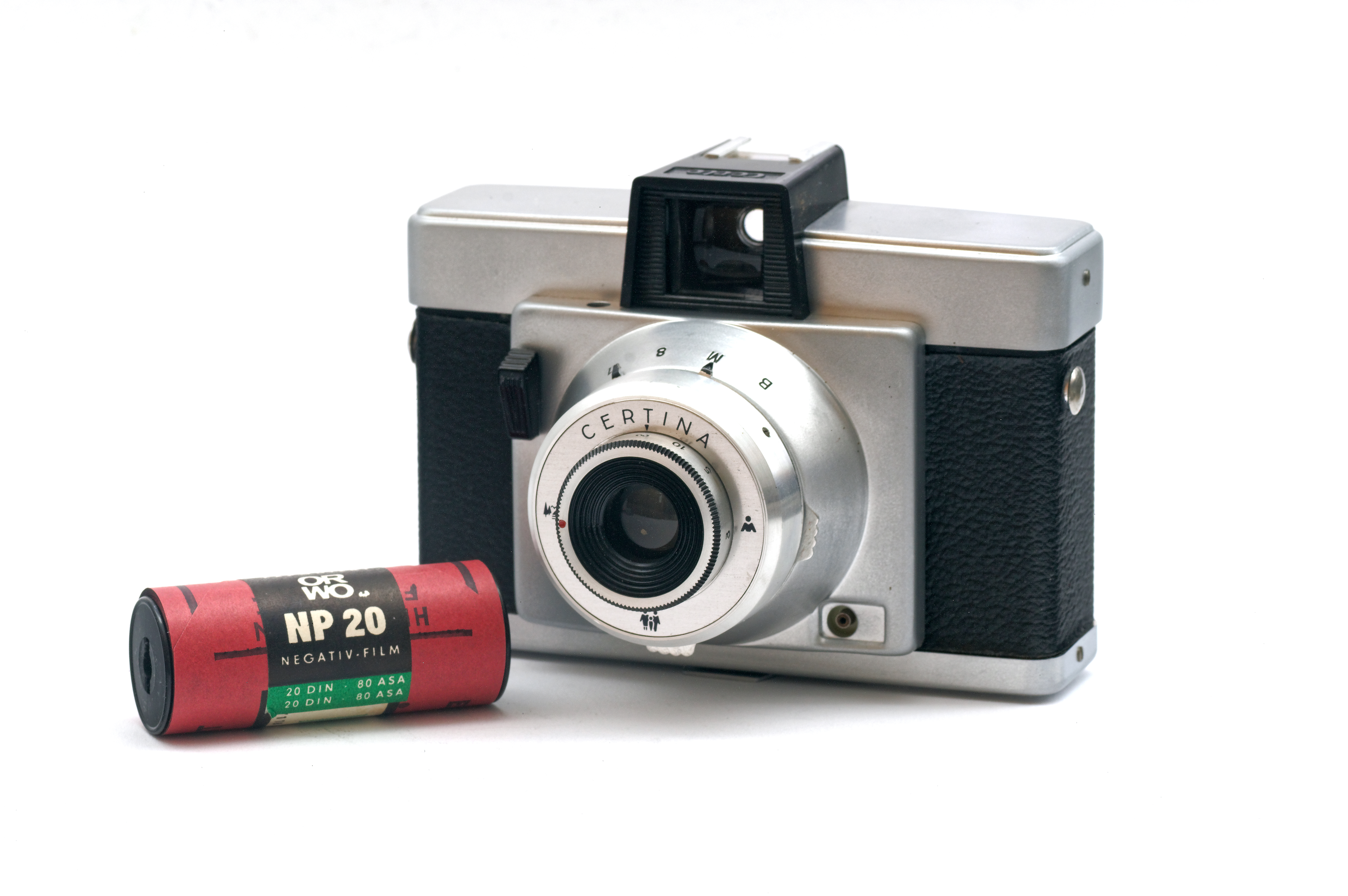
Certina und Rollfilm 6x6

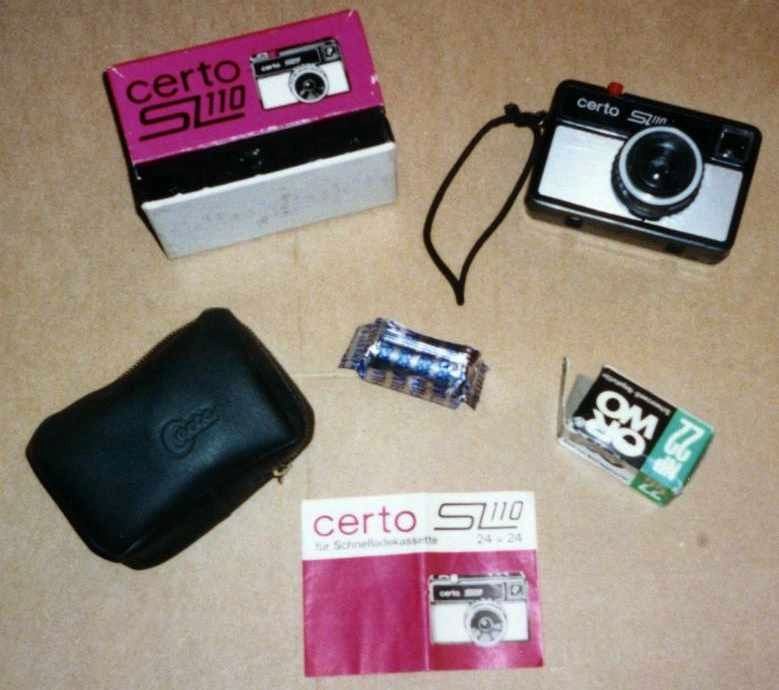
Certo SL110

Das Certo-Kamera-Werk war ein Optikhersteller in Dresden.

## Unternehmensgeschichte
1902 gründeten Alfred Lippert und Karl Peppel eine Werkstatt in Dresden-Johannstadt, Hertelstraße 35, wo hauptsächlich Plattenkameras mit Holzgehäusen produziert wurden. Aufgrund des steigenden Absatzes wurde die kleine Werkstatt zu einer Fabrik und firmierte zu „Peppel & Lippert, Fabrik photografischer Cameras und Spezialartikel“. Alfred Lippert wurde zum Alleininhaber, was zu der erneuten Änderung der Firmierung „Fabrik photografischer Apparate Alfred Lippert“ führte. Als Warenzeichen führte er das Wort „Certo“ ein. 1906 wurde dies auch in der Firmierung mit einbezogen. Die Fabrik nannte sich nun „CERTO, Fabrik photografischer Apparate und Bedarfsartikel GmbH“.
Im gleichen Jahr stellte Alfred Lippert ein völlig neues Produkt vor, eine Damenkamera. Das Gehäuse glich einer kleinen Handtasche und war mit Krokodilleder überzogen. Es war eine kleine Plattenkamera.
Aus Platzgründen wurde die Firma bereits 1905 nach Großzschachwitz verlagert.
Da der Export in den folgenden Jahren immer weiter anstieg, wurden Generalvertretungen in Wien und Mailand errichtet. 1917 übernahm der Kaufmann Paul Zimmermann den Betrieb und war für die Entwicklung der „Certonett“ verantwortlich. Zimmermanns Schwiegersohn, Fritz von der Gönna, eröffnete 1922 seine eigene „Photo-Großhandlung Fritz v. d. Gönna“.
Mittlerweile wurde die Produktion der Kameras mit Holzgehäuse von einem sauber verarbeiteten Metallgehäuse abgelöst. Auch die Serienproduktion setzte im Certo-Werk ein. Es kam zu einer neuen Firmierung in „Certo-Kamera-Werk GmbH“.
Ab 1935 produzierte das Werk die Kleinbildkamera „Dollina“. Im selben Jahr begann man auch mit der Fertigung des Vergrößerungsapparaten Certus. 1937 verstarb Emil Paul Zimmermann. Sein Enkel, Eckart v. d. Gönna, übernahm den Betrieb. Dieser war allerdings noch nicht volljährig, weshalb Fritz v. d. Gönna die Geschäftsführung übernahm. 1938 kam die „Super Dollina“ auf den Markt. Sie war in Technik und Eleganz um Längen besser als die „Dollina“.
Ab 1940 musste das Werk die zivile Produktion für die Rüstungsindustrie unterbrechen. Obwohl das Werk 1945 keinerlei Schaden durch die Bombenangriffe genommen hatte, stand das Certo-Kamerawerk nach der Demontage nach dem Krieg vor dem Aus. Danach starteten sie eine Behelfsproduktion von Zigarettenwickelmaschinen mit neu beschafften oder geliehenen Maschinen. Ab 1946 konnte wieder die Produktion der „Super Dollina“ begonnen werden.
1953 wurde die GmbH in eine offene Handelsgesellschaft umgewandelt mit der neuen Firmierung „Certo-Camera-Werk von der Gönna & Söhne“. Fünf Jahre später starb Fritz von der Gönna, wonach seine Söhne Armin und Eckart die Leitung übernahmen. 1959 beteiligte sich der Staat mit 30 %, was dem Betrieb noch genügend Entscheidungsspielraum ließ. Ab April 1972 war das Werk Volkseigentum, was wieder eine neue Firmierung hervorrief: „VEB Certo-Kamerawerk Dresden“. Betriebsleiter war nun Armin v. d. Gönna. Ab Januar 1980 gehörte der Betrieb zum Kombinat VEB Pentacon, war aber immer noch juristisch selbständig. In den 1970er Jahren begann auch die Produktion von Kameras mit SL-System. (z. B.: Certo SL 100, Certo SL 101 color oder Certo SL 110).
Die Certo-Kameras wurden bis Dezember 1982 produziert, danach wurde das Werk zu einem Zuliefererbetrieb für das Kombinat VEB Pentacon. 1985 wurde das Kombinat VEB Pentacon dem Kombinat VEB Carl Zeiss Jena untergeordnet.

## Bekannte Produkte
- „Certo Nr. 0“
- „Certonett 6 × 9 cm“, 1920/1921
- Baureihe der Certotrop-Plattenkameras[1]
- „Certo-phot 6x6“,  1958–1965
- „Certo-matic 6x6“, mit gekuppeltem Nachführbelichtungsmesser 1960–1965